# Шерон Лоуренс
Шерон Лоуренс (англ. Sharon Lawrence; нар. 29 червня 1961, Шарлотт, Північна Кароліна, США) — американська акторка. З 1993 по 1999 рік вона знімалася в ролі Сільвії Костас у драматичному серіалі каналу ABC «Поліція Нью-Йорка». Ця роль принесла їй три номінації на премію «Еммі» за найкращу жіночу роль другого плану в драматичному серіалі, премію Гільдії кіноакторів за найкращу жіночу роль у драматичному серіалі та премію «Супутник» за найкращу жіночу роль у телесеріалі. Вона отримала ще три номінації на премію «Еммі» за свої пізніші телевізійні ролі.

## Біографія
Лоуренс народилася в Шарлотті, штат Північна Кароліна. Вона переїхала з Шарлотти до Ролі на третьому курсі середньої школи та закінчила середню школу імені Нідхема Б. Бротона. Вона навчалася в Університеті Північної Кароліни в Чапел-Гілл і отримала ступінь бакалавра мистецтв з журналістики в 1983 році.

## Особисте життя
У 2002 році Лоуренс вийшла заміж за доктора Тома Апостола. Їхнє весілля відбулося в грецькій православній церкві Святої Софії, тій самій церкві Лос-Анджелеса, в якій її героїня, Сільвія Костас, у серіалі «Поліція Нью-Йорка» вийшла заміж за детектива Енді Сіповича. Лоуренс грала у World Poker Tour у голлівудському будинку та виступала на благодійних заходах для Асоціації Альцгеймера в Лос-Анджелесі під назвою « Ніч у Сарді» та на шоу «Що за пара» для Центру раку молочної залози імені Джона Вейна.

## Фільмографія
| Рік       |    | Українська назва                               | Оригінальна назва                           | Роль                      |
| --------- | -- | ---------------------------------------------- | ------------------------------------------- | ------------------------- |
| 1992      | с  | Громадянська війна                             | Civil Wars                                  | Норма Гелмутз             |
| 1993      | с  | Район Беверлі-Гіллз                            | Beverly Hills, 90210                        | Поллет                    |
| 1993      | с  | Будьмо                                         | Cheers                                      | Рейчел                    |
| 1993—1999 | с  | Поліція Нью-Йорка                              | NYPD Blue                                   | Сильвія Костас            |
| 1994      | ф  | Кривавий кулак 5: Жива мішень                  | Bloodfist V: Human Target                   | клерк ювелірного магазину |
| 1994      | тф | На виконанні службових обов'язків: Ціна помсти | In the Line of Duty: The Price of Vengeance | роль невідома             |
| 1994      | тф | Хтось, кого вона знає                          | Someone She Knows                           | Шерон                     |
| 1994      | тф | Волохатий пес                                  | The Shaggy Dog                              | Бет Деніелс               |
| 1995      | с  | Зоряний шлях: Вояджер                          | Star Trek: Voyager                          | Амелія Ейгарт             |
| 1995      | тф | Обличчя на молочній упаковці                   | The Face on the Milk Carton                 | Сада Сендс                |
| 1995      | тф | Хроніки з життя Хайді                          | The Heidi Chronicles                        | Джилл                     |
| 1995      | тф | Ступінь провини                                | Degree of Guilt                             | Марі Кареллі              |
| 1996      | с  | Керолайн у великому місті                      | Caroline in the City                        | Медді                     |
| 1996      | тф | Викрадена молодість                            | A Friend's Betrayal                         | Ніна Талберт              |
| 1996      | тф | Жертва привида: Непрошений                     | Victim of the Haunt: The Uninvited          | Патті Джонсон             |
| 1997      | мс | Супермен                                       | Superman: The Animated Series               | Максіма                   |
| 1997      | тф | П'ять відчайдушних годин                       | Five Desperate Hours                        | Клер Баллард              |
| 1997—1998 | с  | Насмокталися                                   | Fired Up                                    | Гвен Леонард              |
| 1997      | тф | Єдине захоплення                               | The Only Thrill                             | Джолін                    |
| 1999—2001 | с  | Дамський чоловік                               | Ladies Man                                  | Донна Стайлз              |
| 1999      | тф | Блакитний місяць                               | Blue Moon                                   | Кесс                      |
| 1999      | тф | Паніка в Нью-Йорку                             | Aftershock: Earthquake in New York          | Дорі Торелл               |
| 2000      | ф  | Плітки                                         | Gossip                                      | Детектив Келлі            |
| 2001—2002 | с  | Вовче озеро                                    | Wolf Lake                                   | Вівіан Кейтс              |
| 2002      | с  | Філадельфія                                    | Philly                                      | Табіта Девенпорт          |
| 2002      | тф | Атомний торнадо                                | Atomic Twister                              | Корін Макгваєр            |
| 2002      | с  | Закон і порядок: Спеціальний корпус            | Law & Order: Special Victims Unit           | Меггі Петерсон            |
| 2003      | тф | Слово честі                                    | Word of Honor                               | Мерсі Макклур             |
| 2003      | кф | Вишня                                          | Fly Cherry                                  | Мама Шеррі                |
| 2004      | с  | Справедлива Емі                                | Judging Amy                                 | Андреа Аделстейн          |
| 2004      | тф | Маленька чорна книжка                          | Little Black Book                           | Мама Стейсі               |
| 2004      | с  | Юристи Бостона                                 | Boston Legal                                | Ріта Шарп                 |
| 2004      | кф | D-мінус                                        | D-Minus                                     | Сьюзен                    |
| 2004—2005 | с  | Відчайдушні домогосподарки                     | Desperate Housewives                        | Мейсі Гіббонс             |
| 2005      | ф  | Поруч із Грейс                                 | Nearing Grace                               | Місс Еш                   |
| 2005      | тф | I?                                             | I?                                          | Карен                     |
| 2006      | тф | Августа, пішла                                 | Augusta, Gone                               | Марта Тодд                |
| 2006—2008 | с  | Монк                                           | Monk                                        | Лінда Фуско               |
| 2006      | ф  | Алібі                                          | The Alibi                                   | Джудіт Гатч               |
| 2006      | кф | Обдури мене раз                                | Fool Me Once                                | Маурін                    |
| 2007      | с  | Таємниці Палм-Спрінгс                          | Hidden Palms                                | Тесса Віат                |
| 2008—2009 | с  | Лінія                                          | The Line                                    | Джейн                     |
| 2008      | с  | Бруд                                           | Dirt                                        | Кессі Хоуп                |
| 2008—2009 | с  | Привілейовані                                  | Privileged                                  | Шелбі Сміт                |
| 2008—2009 | с  | Buzz                                           | Buzz                                        | Джейн                     |
| 2009      | с  | Та, що говорить з привидами                    | Ghost Whisperer                             | Елена Бранкофф            |
| 2009      | с  | Анатомія Грей                                  | Grey's Anatomy                              | Роббі Стівенс             |
| 2009      | с  | Угамуй свій запал                              | Curb Your Enthusiasm                        | Доктор Трундел            |
| 2009      | с  | Спільнота                                      | Community                                   | Дорін                     |
| 2009—2013 | с  | До смерті красива                              | Drop Dead Diva                              | Боббі Добкінс             |
| 2010      | с  | Менталіст                                      | The Mentalist                               | Шеннон Вокер              |
| 2010—2011 | с  | Школа виживання                                | One Tree Hill                               | Сільвія Бейкер            |
| 2011      | ф  | Ідеальна сім'я                                 | The Perfect Family                          | Агнес Дун                 |
| 2011      | с  | Болота                                         | The Glades                                  | Джорджія Лансер           |
| 2011      | мс | Американський тато!                            | American Dad!                               | Скарлетт Рейнольдс        |
| 2012      | ф  | Посеред ніде                                   | Middle of Nowhere                           | Фейт                      |
| 2012—2016 | с  | Різзолі та Айлз                                | Rizzoli & Isles                             | Хоуп Мартін               |
| 2013      | ф  | Джиммі                                         | Jimmy                                       | Суддя Робінсон            |
| 2013      | с  | Тіло як доказ                                  | Body of Proof                               | Джулія Стоун              |
| 2014      | ф  | Народжений для перегонів                       | Born to Race 2: Fast Track                  | Місс Далтон               |
| 2014      | с  | Після                                          | The After                                   | Френсіс                   |
| 2014      | ф  | Грейс                                          | Grace                                       | Соня                      |
| 2014      | с  | Матадор                                        | Matador                                     | Емілі Тафт                |
| 2015      | с  | Блант говорить                                 | Blunt Talk                                  | Софі                      |
| 2015      | ф  | Розрада                                        | Solace                                      | Місс Елліс                |
| 2016      | с  | Гра в мовчанку                                 | Game of Silence                             | Дана Стокман              |
| 2016      | с  | Підступні покоївки                             | Devious Maids                               | Лорі                      |
| 2016—2019 | с  | Безсоромні                                     | Shameless                                   | Марго                     |
| 2016      | с  | Блакитна кров                                  | Blue Bloods                                 | Крістін Сандерс           |
| 2017      | ф  | Дейдра та Лейні грабують поїзд                 | Deidra & Laney Rob a Train                  | Вероніка                  |
| 2017      | с  | Останній магнат                                | The Last Tycoon                             | Френсіс Голдвін           |
| 2017      | с  | Я, знову я і знову я                           | Me, Myself & I                              | Елеанор                   |
| 2017      | с  | Ранчо                                          | The Ranch                                   | Бренда Сандерс            |
| 2017—2022 | с  | Королева цукрових плантацій                    | Queen Sugar                                 | Лорна Прескотт            |
| 2018      | с  | Як уникнути покарання за вбивство              | How to Get Away with Murder                 | Інгрід Ейган              |
| 2018—2022 | с  | Династія                                       | Dynasty                                     | Лора Ван Кірк             |
| 2019—2020 | с  | Криміналісти: мислити як злочинець             | Criminal Minds                              | Роберта Лінч              |
| 2019      | с  | Як стати богом у центральній Флориді           | On Becoming a God in Central Florida        | Луїз Гарбо                |
| 2020      | ф  | Втрачений чоловік                              | The Lost Husband                            | Марша                     |
| 2020      | с  | Додому до темряви                              | Home Before Dark                            | Керол Коллінз             |
| 2020      | с  | Найкраще в Лос-Анджелесі                       | L.A.'s Finest                               | Глорія Вокер              |
| 2020      | тф | Різдвяний будинок                              | The Christmas House                         | Філіс                     |
| 2021      | тф | Серйозні наміри                                | Grave Intentions                            | Олівія                    |
| 2021      | с  | Панкі Брюстер                                  | Punky Brewster                              | Сьюзен                    |
| 2021      | с  | Бунтівник                                      | Rebel                                       | Анджела Фойєр             |
| 2021—2023 | с  | Джо Пікетт                                     | Joe Pickett                                 | Міссі                     |
| 2024      | с  | Вокер                                          | Walker                                      | Джоанна                   |